# Pimampiro (canton)
Pimampiro est un canton d'Équateur situé dans la province d'Imbabura.